# Antonia de majestatis
Antonia de majestatis va ser una llei aprovada per rogatio del triumvir Marc Antoni, que donava dret als condemnats per un crim de lesa majestat (si eren ciutadans romans) a fer apel·lació directament al poble.